# Grijshalsfrankolijn
De grijshalsfrankolijn (Pternistis rufopictus; synoniem: Francolinus rufopictus) is een vogel uit de familie fazantachtigen (Phasianidae). De wetenschappelijke naam van de soort is voor het eerst geldig gepubliceerd in 1887 door Reichenow.

## Voorkomen
De soort is endemisch in het noordwesten van Tanzania.

## Beschermingsstatus
Op de Rode Lijst van de IUCN heeft de soort de status niet bedreigd.